# Antonio Valcárcel Pío de Saboya y Moura
Antonio Valcárcel Pío de Saboya y Moura (Alicante, 15 de marzo de 1748 - Aranjuez, 14 de septiembre de 1808), más conocido como Conde de Lumiares, fue un arqueólogo, literato y escritor español.

## Biografía
Conocido normalmente como conde de Lumiares, "un título reservado al primogénito del marquesado de Castel Rodrigo que ostentó su madre", Isabel María Pío de Saboya y Spínola (1719-1799),  a su muerte heredó los títulos de IX marqués de Castel-Rodrigo, VII duque de Nochera; grande de España; VI marqués de Almonacid de los Oteros o , así como de Barón Romano, Patricio Veneciano y príncipe del Sacro Romano Imperio. Fue correspondiente de la Real Academia de la Historia y miembro de la Academia Geográfico-Histórica de Valladolid, de la Escuela de Bellas Artes de Barcelona, de la Real Academia de Bellas Artes de San Carlos de Valencia y de la Academia de ciencia, letras y artes de Padoa. Además, fue presidente de la Junta de Gobierno de Alicante en 1808. Se casó el 13 de marzo de 1772 en la Basílica de Santa María de Alicante con María Tomasa Teresa Pasqual del Pobil y Sannazar (1755-1800).
Fue un gran estudioso de las antigüedades del antiguo Reino de Valencia en el siglo XVIII. Mantuvo buena relación con el Marqués de Valdeflores y Gregorio Mayans. En 1852 su obra comenzó a ser editada por iniciativa de Antonio Delgado. Los historiadores de la Biblioteca de la Real Academia de la Historia Rosario Die, Rosario Cebrián y Juan Manuel Abascal, publicaron un libro en 2009, ofreciendo una novedosa biografía del Conde, basada en la documentación de la Real Academia de la Historia y completada en los archivos y protocolos y testamentarias de Alicante, además de exponer un amplio análisis de los escritos inéditos del Conde de Lumiares con sus estudios numismáticos y sus diversos trabajos sobre Ilici, Lucentum, Dianium, Saguntum y Cartago Nova. Valcárcel, considerado el primer arqueólogo valenciano, fue el primero en realizar excavaciones en diferentes yacimientos, como el entorno de la Torre de Sant Josep, importante monumento funerario romano de la antigua Alonis (Villajoyosa).
Posee una conocida avenida en la ciudad de Alicante que suele dar nombre a uno de los barrios de la ciudad, Altozano-Conde Lumiares.

## Obras
Fue autor de varias obras históricas:
- Medallas de las colonias, municipios i pueblos antiguos de España hasta hoi no publicadas (1773)[6]
- Observaciones sobre la antigua situación de la Colonia Illice (1778)
- Lucentum, hoy ciudad de Alicante, en el reino de Valencia (1780)
- Inscripciones y antigüedades del Reino de Valencia